# Altmark
För det tyska tankfartyget Altmark, se Altmarkaffären, för byn Altmark i Polen, se Stary Targ.

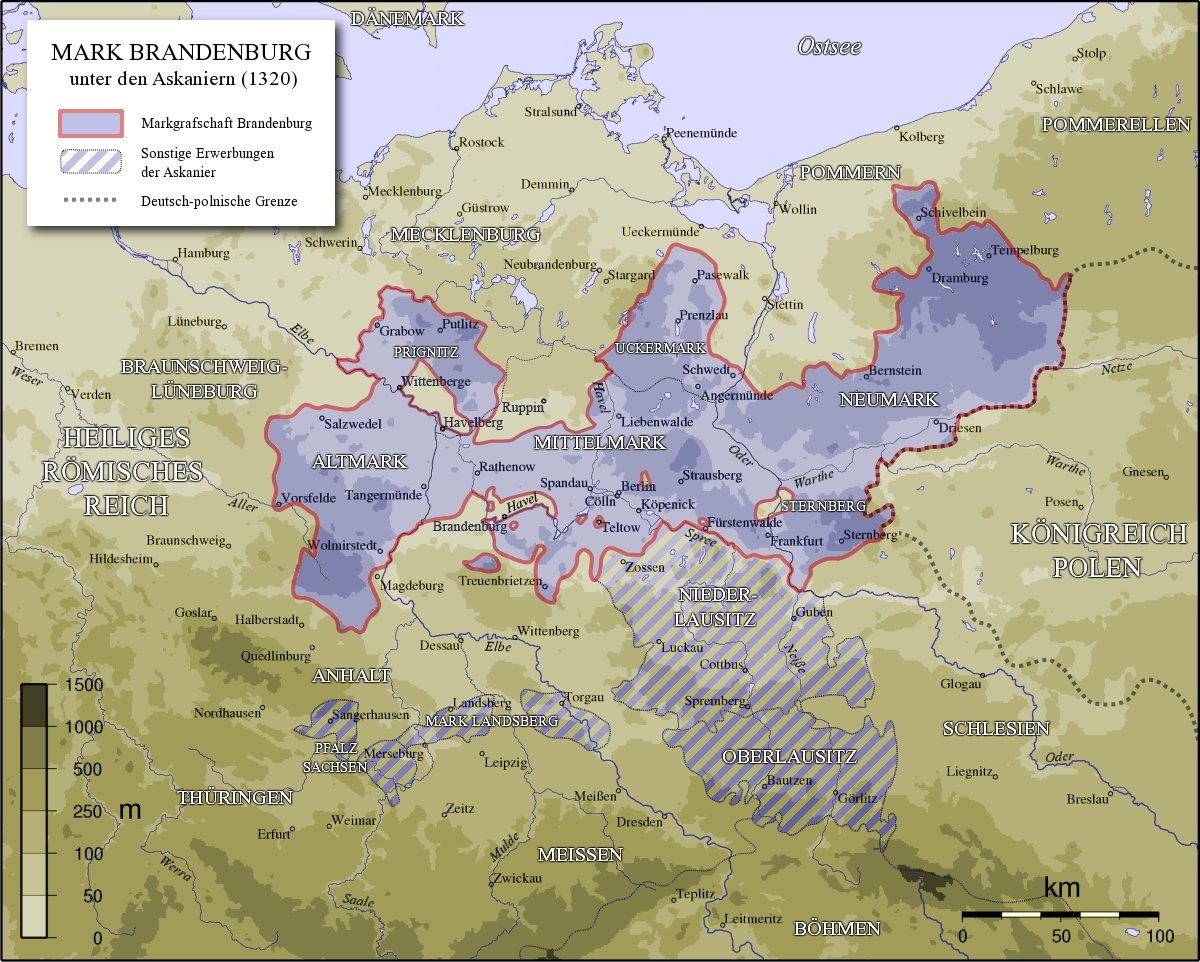
Markgrevskapet Brandenburgs historiska landskap.

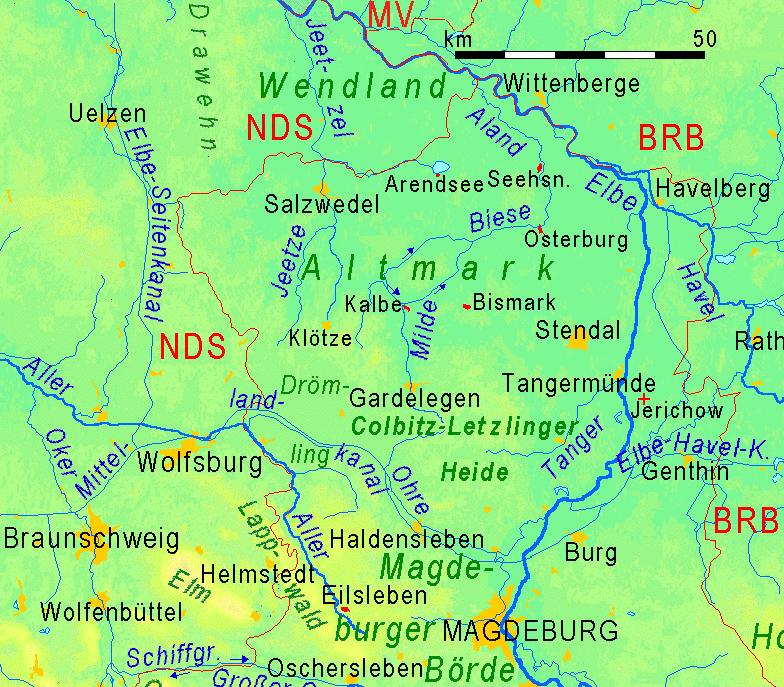
Karta över dagens Altmark.

Altmark är ett historiskt landskap i Tyskland, som idag utgör den nordligaste delen av förbundslandet Sachsen-Anhalt. Sedan 1990-talet indelas det historiska Altmark i två administrativa landkretsar, Altmarkkreis Salzwedel och Landkreis Stendal, som tillsammans utgör en gemensam valkrets för valet till Tysklands förbundsdag.
Regionen benämns ibland Brandenburgs vagga eller Preussens vagga, då detta område under medeltiden kom att utgöra den ursprungliga kärnan i Markgrevskapet Brandenburg och det senare bildade kungadömet Preussen.

## Historia

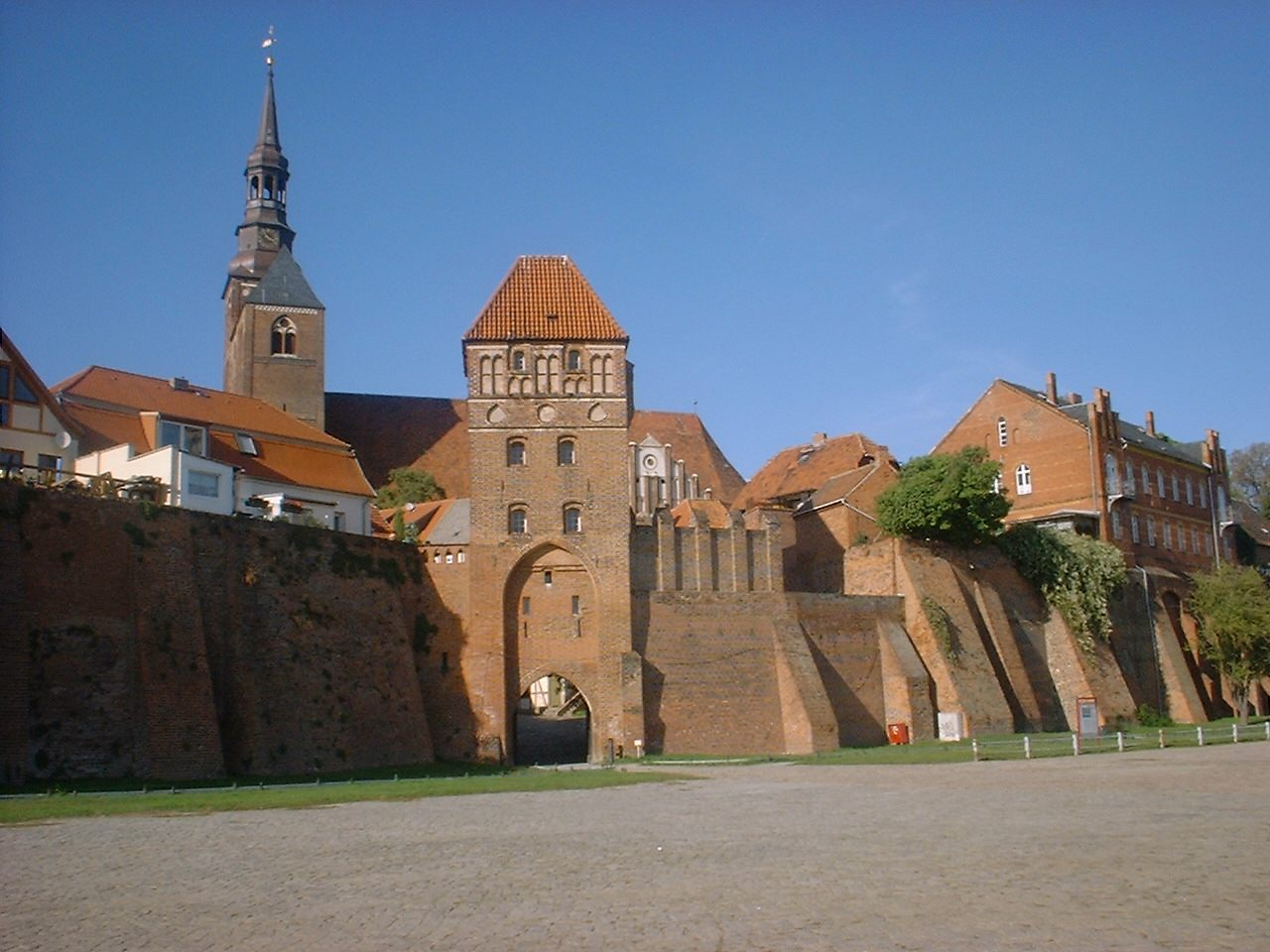
Tangermünde, vy mot Elbtor och Sankt Stefanskyrkan.

Altmark var ursprungligen beteckningen på den äldsta delen av Markgrevskapet Brandenburg, den del som låg väster om floden Elbe och som gavs till markgreven Albrekt Björnen i förläning 1137.  Området omnämndes under detta namn (Antiqua Marchia) första gången 1304.  Landskapet tillhörde Mark Brandenburg och Kungariket Preussen fram till 1806, då det efter Preussens nederlag mot Napoleon tillföll det nybildade men kortlivade Kungariket Westfalen.  
Efter Wienkongressen 1815 tillföll Altmark den nybildade Provinsen Sachsen i Preussen, och har sedan denna tid inte haft någon administrativ betydelse.  Efter Preussens slutliga upplösning 1947 blev Altmark först en del av Land Sachsen-Anhalt i det ockuperade Tyskland, därefter från 1952 Bezirk Magdeburg i DDR, fram till 1990.  Sedan 1990 är området åter en del av det då bildade förbundslandet Sachsen-Anhalt i det återförenade Tyskland.

## Städer
De största städerna i regionen är Stendal med cirka 40 000 kommuninvånare 2011, Gardelegen (23 000) och Salzwedel (24 000). Dessa tre städer samt småstäderna Tangermünde, Osterburg, Seehausen och Werben (Elbe) är historiska hansestäder. Bland städer som historiskt inte tillhört Hansan återfinns småstäderna Arendsee, Arneburg, Bismark, Kalbe (Milde), Klötze och Tangerhütte.